# Зеленодольск

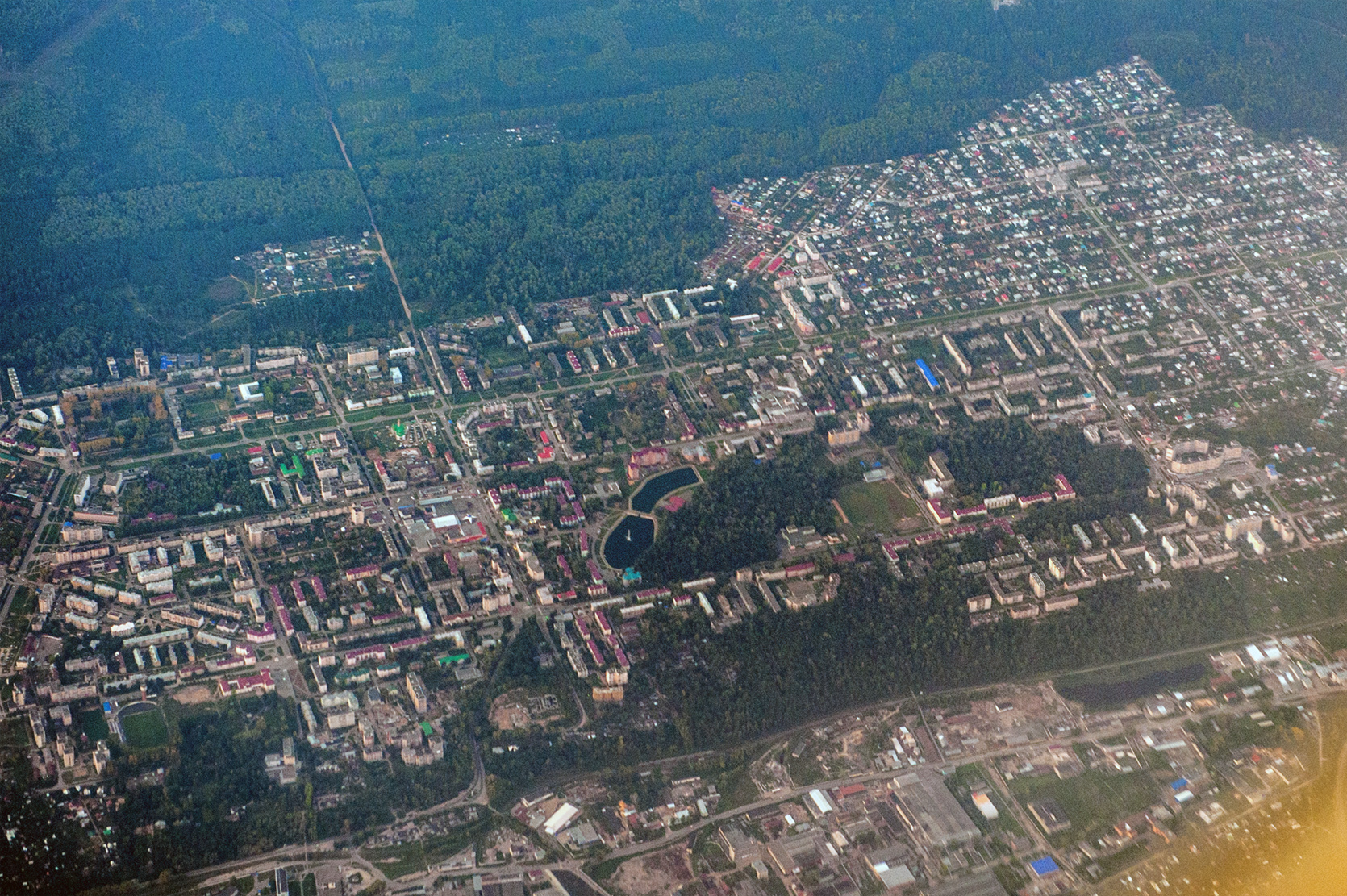
Вид на Зеленодольск с высоты

Зеленодо́льск (тат. Яше́л Үзә́н) — город (с 1932 г.) в Республике Татарстан Российской Федерации. С 1958 года административный центр Зеленодольского района. Образует муниципальное образование город Зеленодольск со статусом городского поселения как единственный населённый пункт в его составе.
Распоряжением Правительства РФ от 29 июля 2014 года № 1398-р «Об утверждении перечня моногородов» (редакция документа от 13 мая 2016 года), включён в список моногородов Российской Федерации с наиболее сложным социально-экономическим положением.
В 2025 году городу было присвоено почётное звание «Город трудовой доблести» за значительный вклад жителей в достижение Победы в Великой Отечественной войне.

## Этимология
Один из первых населённых пунктов, появившихся в окрестностях современного Зеленодольска, носил официальное название Зелёный Дол, зафиксированное в документах. Это был выселок из села Большие Параты, оформившийся в 1802 г. Сами жители называли его Гари, так как земля для выселка была выделена на лесной гари. Станция железной дороги, построенная в 1893 г., также получила название по официальному названию ближайшего села, Зелёный Дол. В 1932 году посёлок Паратск получил статус города и был назван Зеленодольск.

## География
Зеленодольск располагается на левом берегу Волги, в 38 км от столицы республики Казани, граничит с Республикой Марий Эл.
Зеленодольск является вторым по значимости субъектом Казанской агломерации, Столичного экономического района Татарстана и Казанско-Зеленодольского территориально-промышленного узла, а также пятым по численности населения городом в Татарстане после Казани, Набережных Челнов, Нижнекамска и Альметьевска.
Город имеет тесные агломерационные связи с Волжском, несмотря на то, что последний находится в составе другого субъекта РФ Республики Марий Эл, расположенным в 12 км западнее города Зеленодольска.
Зеленодольск не является городом с компактной территорией, некоторые его части достаточно удалены от центра и других, а местность между ними временами имеет непростой рельеф. Город не имеет широкого и удобного выхода к Волге, хотя формально тянется вдоль неё на 9 километров. Зеленодольск условно разделён на четыре части: старая часть города, микрорайон Мирный, микрорайон Загородный и промышленная зона, где в основном сосредоточены промышленные предприятия (нижняя часть города).

## История
Город возник на месте марийского посёлка Порат, входящего в Большепаратскую сотню. В 1865 году упоминается, как село Кабачищи (по названию участка пахотной земли паратских крестьян «Кабачищенские поляны»). С 1897 года посёлок носил название Паратский затон (Паратск), а с 1928 года — рабочий посёлок Зелёный Дол. В 1932 преобразован в город Зеленодольск.
С конца XIX века затон стал местом зимовки и ремонта речных судов, что положило начало Зеленодольскому судостроительному заводу (ныне Зеленодольский завод им. Горького).
В результате поднятия уровня воды Куйбышевского водохранилища и подтопления прибрежной зоны, при строительстве Куйбышевской ГЭС, береговая линия сильно изменилась.
16 июля 1958 года Зеленодольск стал центром Зеленодольского района.
Сейчас начинает реализовываться крупнейший частно-государственный инвестиционный проект по созданию к 2025 г. в пределах агломерации на территории 3,64 тыс. га вдоль федеральной дороги М-7 между Зеленодольском и Казанью нового города-спутника «Зелёный Дол» с расчётной численностью населения 100 (в дальнейшем 157) тысяч человек, жилым фондом 4,1 млн м², стоимостью сооружения 140 млрд руб. с преимущественно малоэтажной, переходящей в многоэтажную застройкой от планируемого зеленодольского микрорайона «Волжская Венеция» на намывных полузаболоченных землях у Айши и далее через Ореховку, где уже осваивается зона индивидуального коттеджного строительства, в направлении до казанского посёлка Залесный, что делает возможным в будущем присоединение Зеленодольска к Казани.

## Климат
Климат умеренно континентальный, схож с климатом Казани.

## Население
| 1859     | 1897     | 1931     | 1939     | 1959     | 1962     | 1967     | 1970     | 1973     | 1975     | 1976     | 1979     |
| -------- | -------- | -------- | -------- | -------- | -------- | -------- | -------- | -------- | -------- | -------- | -------- |
| 580      | ↗1090    | ↗7300    | ↗30 200  | ↗60 472  | ↗66 000  | ↗72 000  | ↗76 961  | ↗82 000  | ↗84 000  | →84 000  | ↗84 504  |
| 1982     | 1985     | 1986     | 1987     | 1989     | 1991     | 1992     | 1993     | 1994     | 1995     | 1996     | 1997     |
| ↗86 000  | ↗89 000  | ↘88 000  | ↗93 000  | ↗94 079  | ↗97 000  | ↗99 000  | ↗100 000 | ↗101 000 | ↗102 000 | →102 000 | ↘101 000 |
| 1998     | 1999     | 2000     | 2001     | 2002     | 2003     | 2004     | 2005     | 2006     | 2007     | 2008     | 2009     |
| ↗102 000 | ↘100 600 | ↘100 200 | ↗100 500 | ↘100 139 | ↘100 100 | ↘100 000 | ↘99 216  | ↘99 028  | ↗99 067  | →99 067  | ↗99 116  |
| 2010     | 2011     | 2012     | 2013     | 2014     | 2015     | 2016     | 2017     | 2018     | 2019     | 2020     | 2021     |
| ↘97 674  | ↗97 742  | ↗97 861  | ↗97 929  | ↗98 120  | ↗98 462  | ↗98 763  | ↗99 235  | ↗99 491  | ↗99 743  | ↗100 039 | ↘99 137  |
| 2024     |          |          |          |          |          |          |          |          |          |          |          |
| ↘98 888  |          |          |          |          |          |          |          |          |          |          |          |

На 1 января 2025 года по численности населения город находился на 173-м месте из 1124 городов Российской Федерации.
Численность населения города достигала в прошлом 100 тысяч человек.

## Экономика

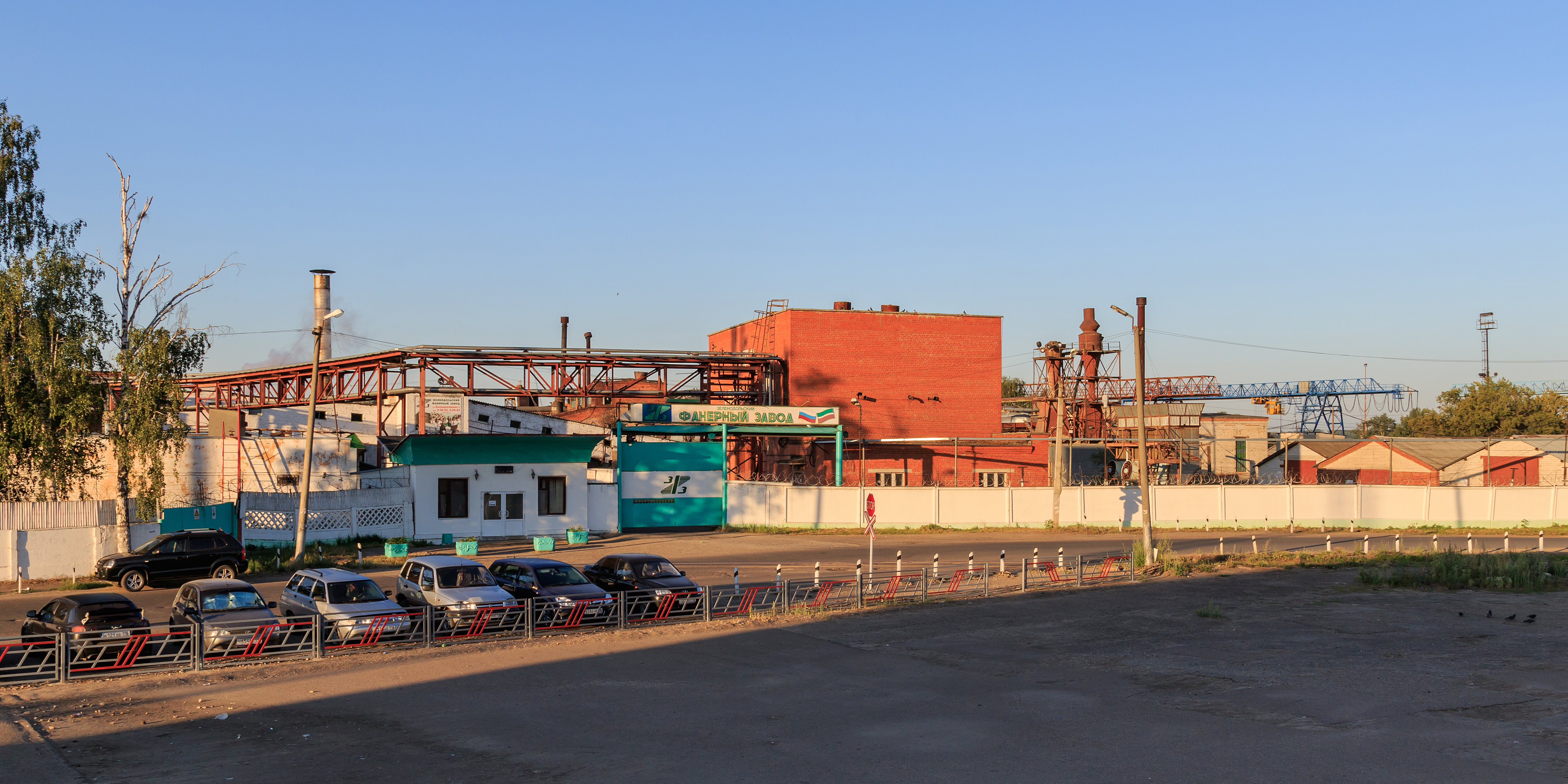
Фанерный завод

- ПАО "ПО «Завод имени Серго» (компания «Позис» (машиностроение)[47]

одно из крупных градообразующих предприятий. На 2006 год 6903 рабочих мест
- ПАО «Зеленодольское проектно-конструкторское бюро»[49] (проектирование боевых кораблей и гражданских судов)
- ПАО «Зеленодольский завод им. А. М. Горького»[50] (военное/гражданское судостроение: до 1991 года выпускались «Метео́ры», также выпускает титановое литьё)
- ПАО "Зеленодольское предприятие «Эра» (производство электрораспределительной аппаратуры для гражданских судов и боевых кораблей)
- ПАО «Зеленодольский фанерный завод»[51] закрыт в 2019 году
- ПАО «Поволжский фанерно-мебельный комбинат»
- Зеленодольский машиностроительный завод (филиал Казанского моторостроительного производственного объединения)[52]
- Зеленодольский шпалопропиточный завод (ликвидирован, используется как путевая машинная станция)
- Зеленодольский молочный комбинат
- Хлебозавод № 1 и хлебокомбинат
- Зеленодольский мясоперерабатывающий комбинат
- Зеленодольский комбинат строительных конструкций

Объём отгруженных товаров собственного производства и выполненных работ и услуг собственными силами по обрабатывающим производствам за 2011 год составил 17,09 млрд рублей.
В городе функционируют два рынка: «Дары природы» в центре старой части города (крытый и один из хорошо обустроенных рынков республики) и рынок «Комарово» в центре микрорайона Мирный (располагается на улице Комарова).
25 декабря 2017 года по указу Премьер-министра России Дмитрия Медведева городу присвоили статус ТОСЭР.

## Транспорт

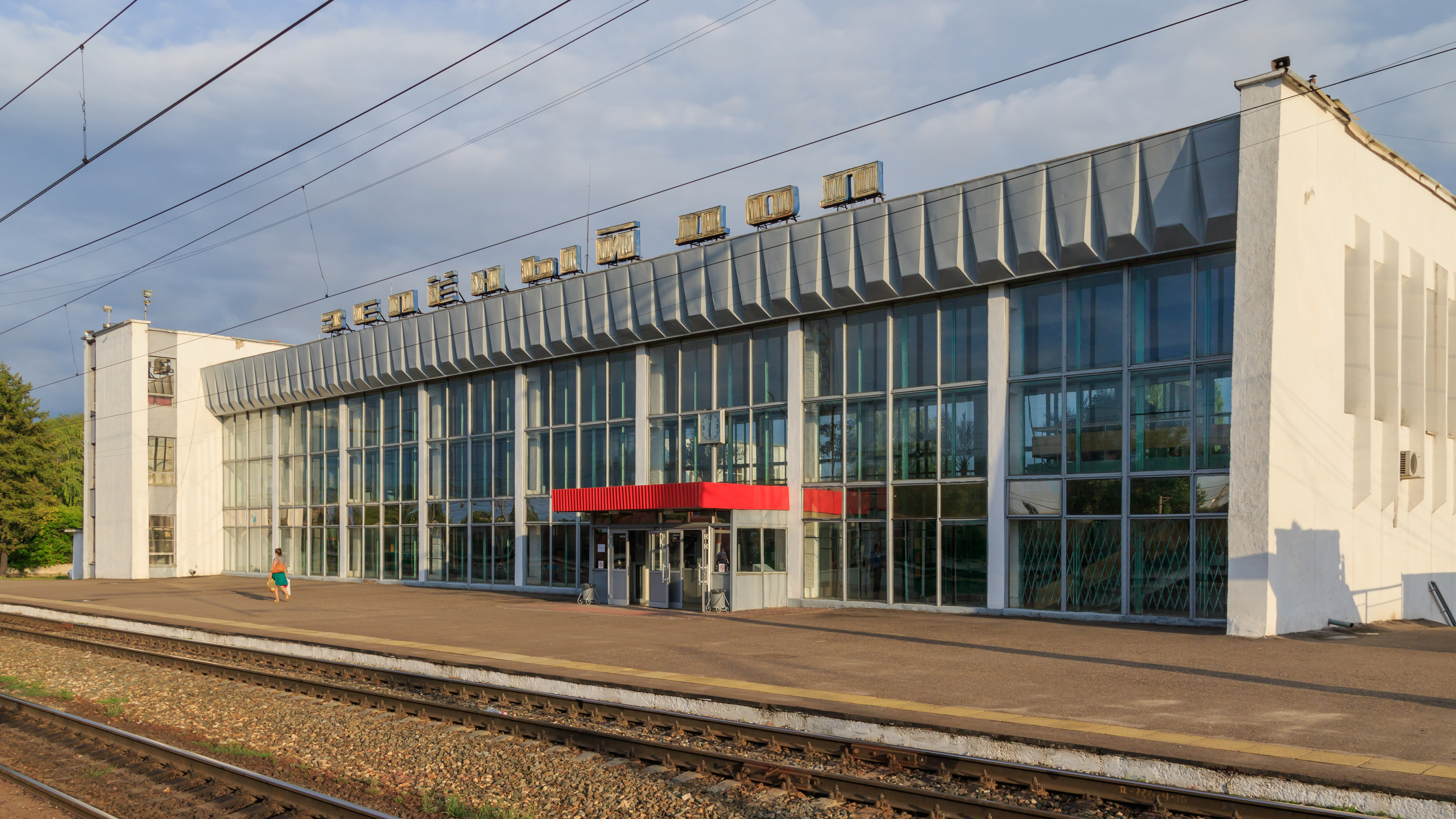
Вокзал Зелёный Дол

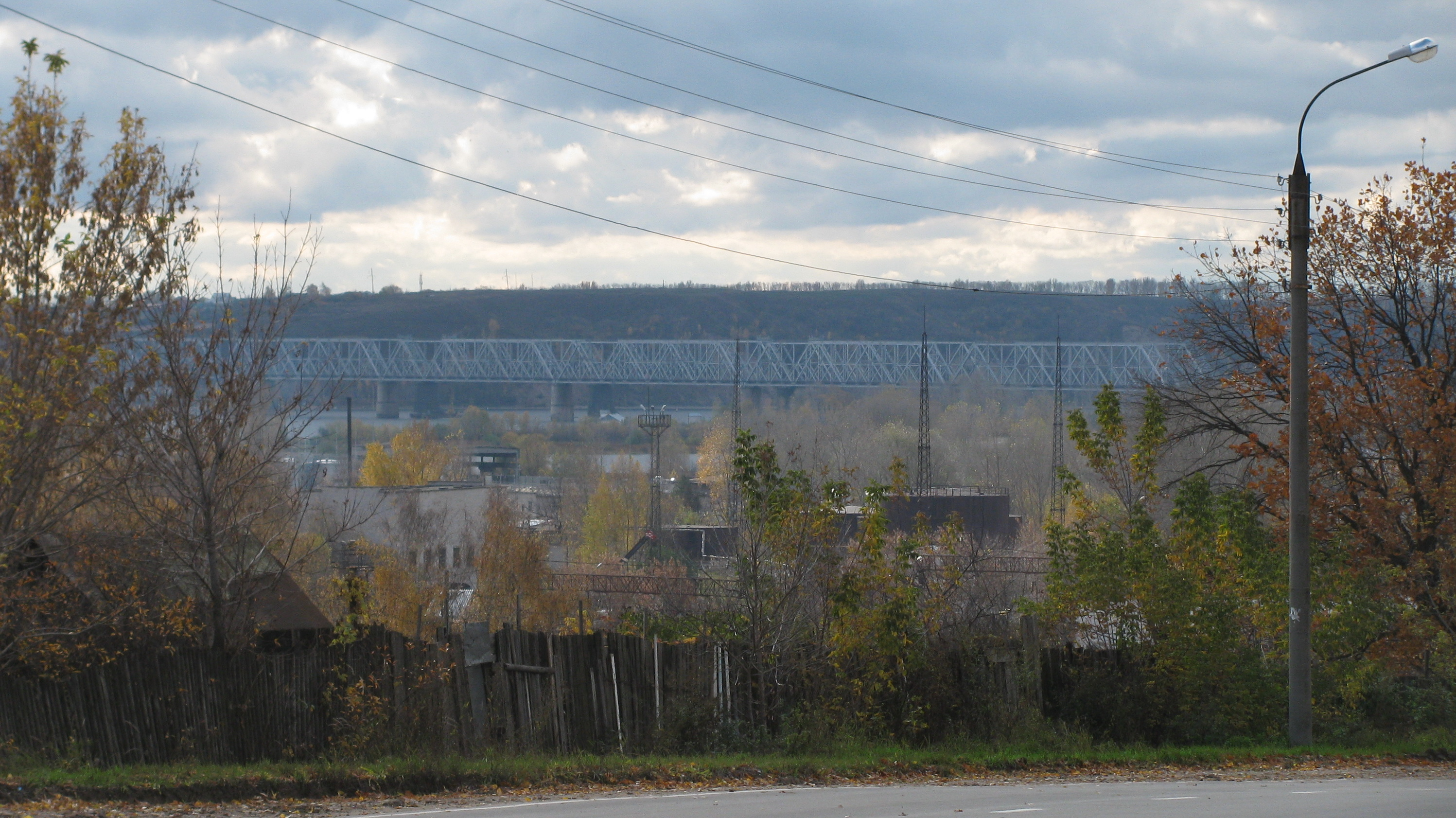
Вид на Романовский мост из Зеленодольска

В черте города находится станция Горьковской железной дороги Зелёный Дол, которая является ключевой для транспортного обеспечения республики Марий Эл, от неё отходят электрифицированная ветка в Волжск и неэлектрифицированная ветка на Йошкар-Олу − Яранск. Также через станцию Зелёный Дол проходит железнодорожное сообщение Казань — Москва, Москва — Казань.
Вблизи города проходит автомобильная дорога на Йошкар-Олу и действуют автодорожный (вблизи казанского посёлка Займище) и железнодорожный (Романовский) мосты через Волгу, вблизи города — паромная автопереправа, которая до построения моста через Волгу (Займище) была основной трассой М7.
Городской транспорт представлен пятью автобусными маршрутами, охватывающими почти все части города, в том числе удалённые. В советское время в городе были широко распространены большие автобусы ЛиАЗ-677 и средние ЛАЗ-695. В постсоветское время Муниципальное автотранспортное предприятие города Зеленодольское ПАТП доходило до банкротства, а основную массу перевозок стали осуществлять частные предприниматели на маршрутных такси, представленных малыми автобусами ПАЗ и микроавтобусами Газель. С 2009 года город стали вновь обслуживать большие автобусы (НефАЗ) красной окраски от Казанского ПАТП-5, с 2010 года — также зелёной окраски от возрождаемого ЗПАТП. Автобусные маршруты маршрут №2 и № 104 представлены новыми большими автобусами «НефАЗ» на газовом топливе и с пониженной посадкой.
С автовокзала отправляются пригородные и междугородние автобусы № 104 Зеленодольск-Казань, № 403 Зеленодольск-Волжск и другие, которые по пути следования в городе имеют промежуточные остановки.
Такси в городе представлены несколькими компаниями. На городском транспорте действует система транспортных карт (автоматизированная система оплаты проезда).

## Здравоохранение
В городе функционирует лечебно-профилактические учреждения стационарного типа и ЛПУ амбулаторно-поликлинического типа, а также санатории-профилактории «Волга» и «Дельфин». Функционируют 4 городских поликлиники, 2 детские поликлиники, несколько частных клиник и центров медицины и здоровья.

## Образование
Среднее общее образование
Всего 18 школ разного типа обучения. 15 169 обучающихся.
- школа № 4
- школа № 7
- школа № 11 с углублённым изучением отдельных предметов
- школа № 15 с углублённым изучением отдельных предметов
- школа № 16 с углублённым изучением отдельных предметов
- школа № 17
- гимназия № 3
- гимназия № 5
- гимназия № 10 с педагогическим направлением
- прогимназия;
- лицей № 1
- лицей № 9 им. А. С. Пушкина с углублённым изучением отдельных предметов
- лицей № 14
- многопрофильный лицей № 18 им. М. В. Ломоносова
- две коррекционные школы;
- две открытые сменные школы;
- межшкольный учебный комбинат с охватом в 1500 учащихся;

Среднее профессиональное образование
- Профессиональное училище № 107 (профессии для сельского хозяйства) — не функционирует
- Медицинское училище (специальности: медсестра, фельдшер)
- Колледж при ЗФ Института экономики, управления и права (специальность: бухгалтерский учёт, гостиничный сервис) — не функционирует
- Колледж при ЗФ Казанского социально-юридического института (специальности: педагог-психолог, маркетолог) — не функционирует
- Механический колледж[57] (специальности: программное обеспечение ВТ, обслуживание и ремонт автотранспорта, операционная деятельность в логистике, автоматизация ТП)
- Колледж при ЗФ Казанского государственного технического университета им. А. Н. Туполева (бывший судостроительный колледж) (многопрофильное учебное заведение готовит по 8 направлениям)

Высшее профессиональное образование
- Филиал Казанского государственного университета им. В. И. Ульянова-Ленина (направления экономического, физико-математического, гуманитарного профиля), в настоящее время филиал закрыт.
- Филиал Казанского государственного технического университета им. А. Н. Туполева (направления: машиностроение, экономика, менеджмент, управление и информатика), в настоящее время филиал закрыт.
- Филиал Института экономики, управления и права (специальности: юриспруденция, финансы и кредит, психология), в настоящее время филиал закрыт.
- Филиал Казанского социально-юридического института, в настоящее время филиал закрыт.

Дополнительное образование
- Детская музыкальная школа
- Детская школа искусств (музыкальное и художественное отделения)
- Детская художественная школа с картинной галереей (два зала)
- Центр детского творчества с филиалом в микрорайоне Мирный

## Культура
Центры
- Молодёжный центр «ПОРТ»
- Центр культурного развития
- Центр детского творчества

Дворцы культуры
- Зеленодольский музыкальный театр
- Зеленодольская художественная галерея
- Центр культуры и народного творчества имени Горького
- Дворец культуры «Родина»
- Детский Дом культуры «Алые паруса».

Музеи
- Зеленодольский музей народного творчества и этнографии, основан в 1978 году, открыт в 1980 году. Около 7000 единиц хранения, из них свыше 6000 предметов основного фонда[58].
- Музей боевой и трудовой славы Судостроительного завода им. А. М. Горького, основан в 1970 году. Около 15 000 единиц хранения.
- Мемориальный музей Константина Васильева, основан в 1994 году. Открыт 10 января 1996 года[59] (картинная галерея[60])

Памятники и монументы
- Два памятника В. И. Ленину
- Памятник В. Колотову (советскому футболисту)
- Памятник детям войны (возле Лицея № 1)
- Памятник адмиралу Д. Д. Рогачёву
- Бюсты Д. Д. Рогачеву, А. С. Пушкину (на территориях школы № 4 и лицея № 9)
- Памятник Романовскому мосту (фрагменты)
- Памятник участникам ликвидации последствий взрыва на Чернобыльской АЭС
- Парк Победы с множеством памятников / монументов (Труженикам тыла. Воинам, погибшим в локальных войнах). Главный монумент. Аллея героев.
- Скульптура «Аист, приносящий ребёнка» (возле Родильного Дома)
- Скульптура «Пасхальное яйцо»
- Композиция «Камень с винтом» (с надписью: «Нам кажется: юности нету износа, но катятся годы камнями с откоса»).

В городе работает Парк культуры и отдыха с аттракционами «Шурале». Город богат скверами, где располагаются фонтаны и различные красивые фигуры. На многих улицах установлены фигуры известных сказочных героев.
Городские фонтаны имеют названия: «Театральный», «Дружба народов», «Алые паруса», «Мирная поляна», фонтан на Городском озере, а также фонтан с металлической конструкцией парусника возле завода им. А. М. Горького. Городское озеро и прилегающий к нему парк в 2016 году реконструировались и облагораживались в рамках республиканской программы «2016 год — год водоохранных зон».

## Средства массовой информации
Телевидение
Транслируются и принимаются все телеканалы г. Казани, а также (при технической возможности, выносная антенна) принимаются каналы Республики Чувашии (Первый Канал, Россия 1 / ГТРК Татарстан, НТВ)
Телекомпания «Зелёный Дол» — основана в 1990 году. В 2007 году прекратила эфирное и перешла на кабельное вещание. С 4 февраля 2017 года телекомпания «Зелёный Дол» транслирует свои передачи на телеканале «Татарстан — 24».
Радиостанции
Принимаются практически все радиостанции Казани.
Печатные издания
- Газета «Зеленодольская правда» — старейшая газета города, издаётся с 1929 года.
- Газета «Яшел Үзән» — образовалась в 1995 году.
- Газета «Наш Зелёный Дол. Зеленодольск» — учреждена телекомпанией «Зелёный Дол» 10 октября 1994 г.

Другие издания: газеты — «Деловой Зеленодольск», «Акцент», «Народная газета», «Волжские страницы», «Город» и др.
Журналы — «Бумеранг», «Саманта».

## Связь
В настоящее время в городе несколько интернет-провайдеров:
- МТС
- Ростелеком
- Интердол
- Таттелеком
- Билайн

Город охватывают несколько операторов сотовой связи: МТС, Билайн, МегаФон, Tele2, Летай.

## Религия

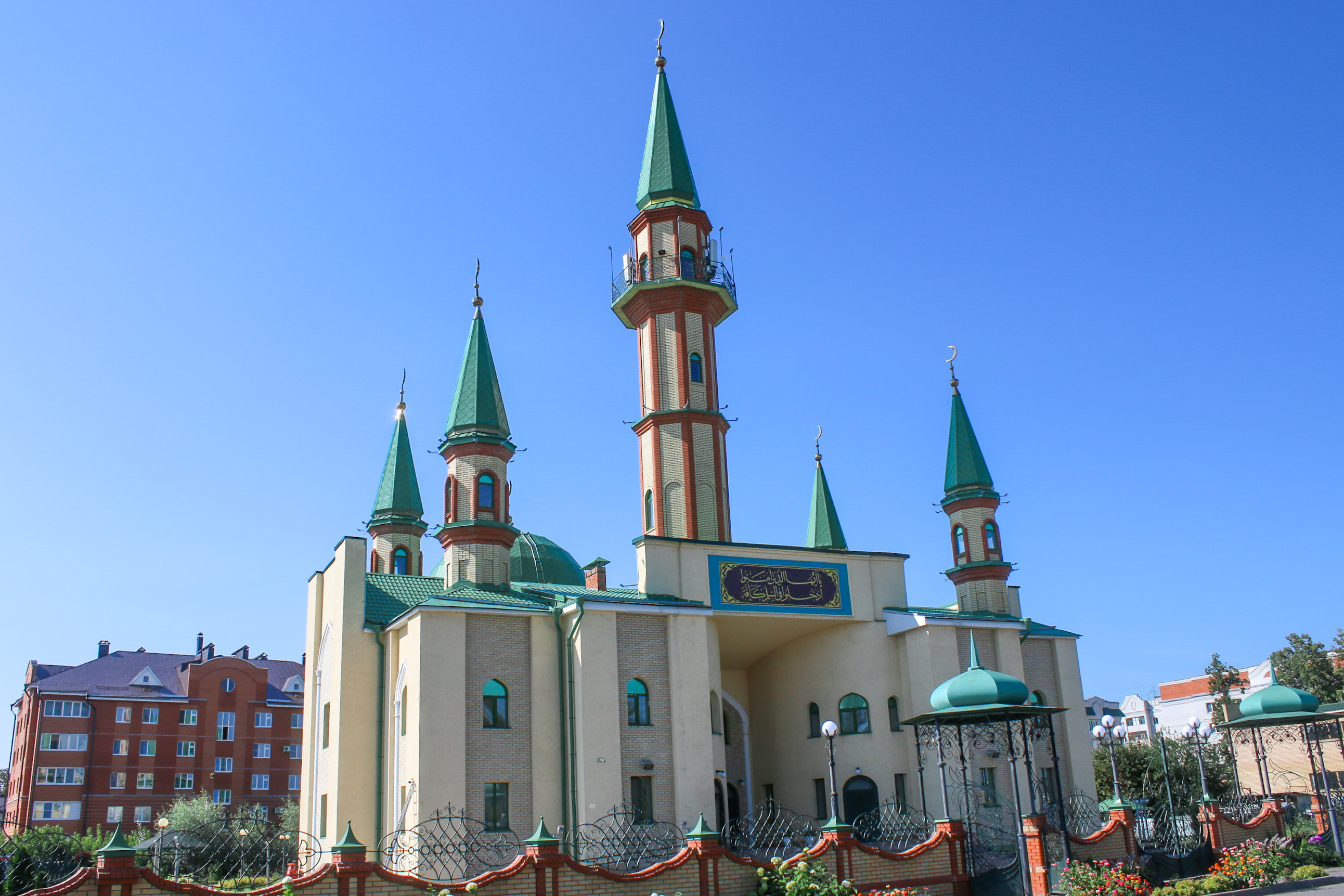
Соборная мечеть Джамиг в Зеленодольске

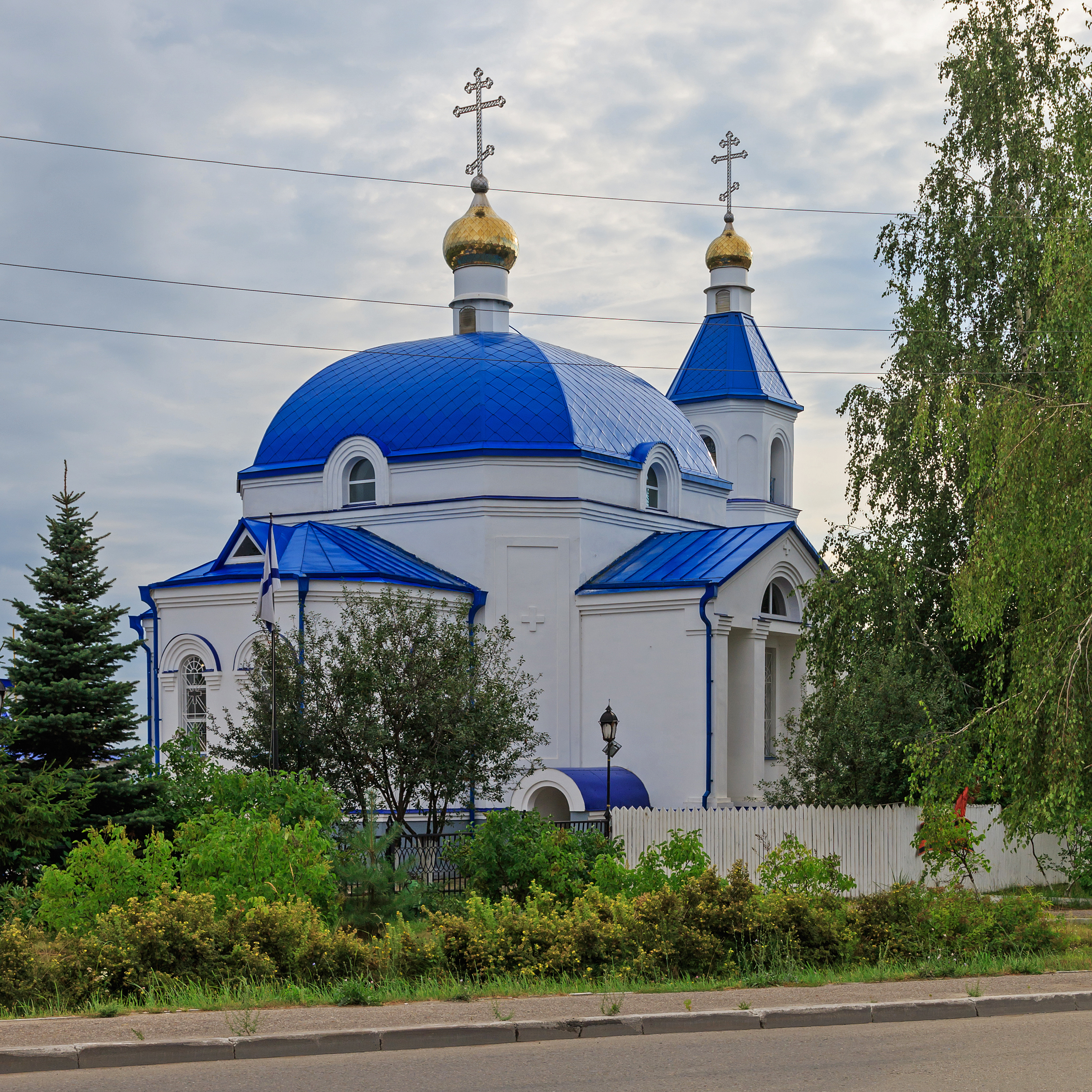
Подворье Раифского Богородицкого мужского монастыря в Зеленодольске. Храм Андрея Первозванного.

Зеленодольск — многонациональный и многоконфессиональный город. На территории Зеленодольского муниципального района имеется 63 религиозные организации, в том числе мусульманских — 40, православных — 17, нетрадиционных — 6.
Фактически функционирует 58 организаций, в том числе мусульманских 35, православных 17, нетрадиционных — 6. Зарегистрировано 37 религиозных организаций, в том числе мусульманских — 20, православных — 16, других конфессий — 1.
Ислам
- Мечети — 37 (город — 3, из них 1 строящаяся, район — 34, из них 3 строящиеся)
- Молитвенные дома — 1 (район)
- Медресе — 1 (город)

Русская православная церковь
Храмы — 10 (город-3, район-7), монастыри — 2 (район), подворья монастырей — 3 (город — 1, район — 2), часовни — 2 (город 1, район −1)
- Храм Святого апостола Андрея Первозванного[61]

Другие конфессии
- Церкви — 3
- Частные дома и квартиры — 3

## Спорт
В городе один оборудованный стадион имени В. М. Колотова (прежнее название — «Комсомолец»). На базе стадиона тренируется ФК «Зеленодольск». Имеются ДС «Ледокол», ГАУ «СК „МАЯК“» (спорткомплекс), СК «Авангард», Школа борьбы, Центр физкультуры и спорта, школа олимпийского резерва (спортивная гимнастика), 4 спортивные школы, множество тренажёрных залов. Также есть Ледовый дворец с катком и секциями по хоккею и фигурному катанию. В феврале 2014 года в микрорайоне Мирный открыт плавательный бассейн «Метеор» в честь речных судов «Метеор», когда-то выпускавшихся на Зеленодольском заводе им. Горького.

## Мемориалы
- К 60-летию Победы была проведена реконструкция Парка славы. Реконструирован мемориал, создан пантеон с именами погибших земляков, установлена боевая техника.
- Бронекатер БКА-75 «Калюжный» (проект 1125), главный конструктор Ю. Ю. Бенуа (ЦКБ-32). Бронекатер заложен в 1942 году на добровольные пожертвования трудящихся, спущен на воду в конце 1942 года и 5 августа 1943 года включён в состав Каспийской военной флотилии. 13 апреля 1944 года приписан к Дунайской военной флотилии. Участвовал во Второй мировой войне 1939—1945 гг.: Ясско-Кишинёвская 20-29 августа 1944 г., Будапештская 29 октября 1944 г. и Венская 16 марта — 15 апреля 1945 года наступательные операции. В 1967 году установлен в качестве памятника. Технические характеристики: водоизмещение 29,3 т; 22,6×3,5×0,5 м; мощность двигателей 2×850 л. с.; скорость 20 уз; автономность 250 миль; вооружение: 1 — 76,2-мм орудие в танковой башне, 3 — 12,7-мм пулемёта, 36 глубинных бомб; экипаж 13 чел.

## Города-побратимы и города-партнёры
Список городов-побратимов г. Зеленодольск. В скобках указан год подписания соглашения о сотрудничестве.
- Дзержинск, Россия (2011)

Список городов-партнёров г. Зеленодольск. В скобках указан год подписания соглашения о сотрудничестве.
- Кронштадт, Россия (1997)
- Волжск, Россия (2011)
- Домодедово, Россия (2011)

## Фотогалерея

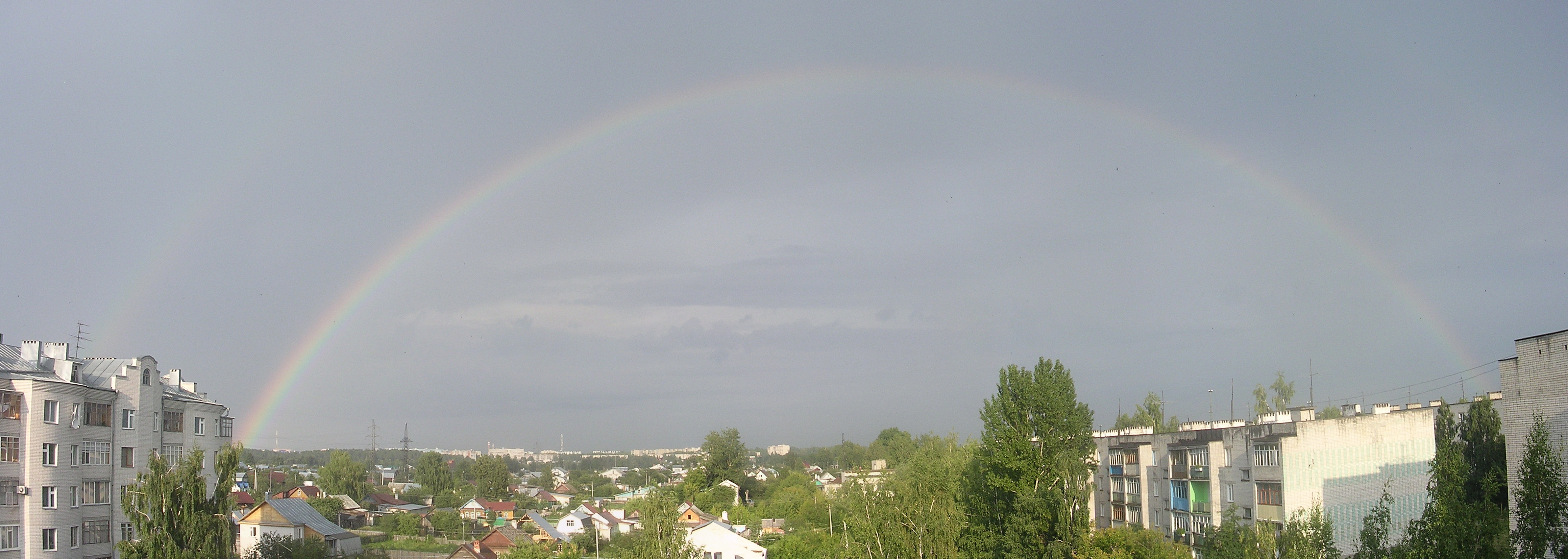
Панорама: Радуга над микрорайоном «Мирный»
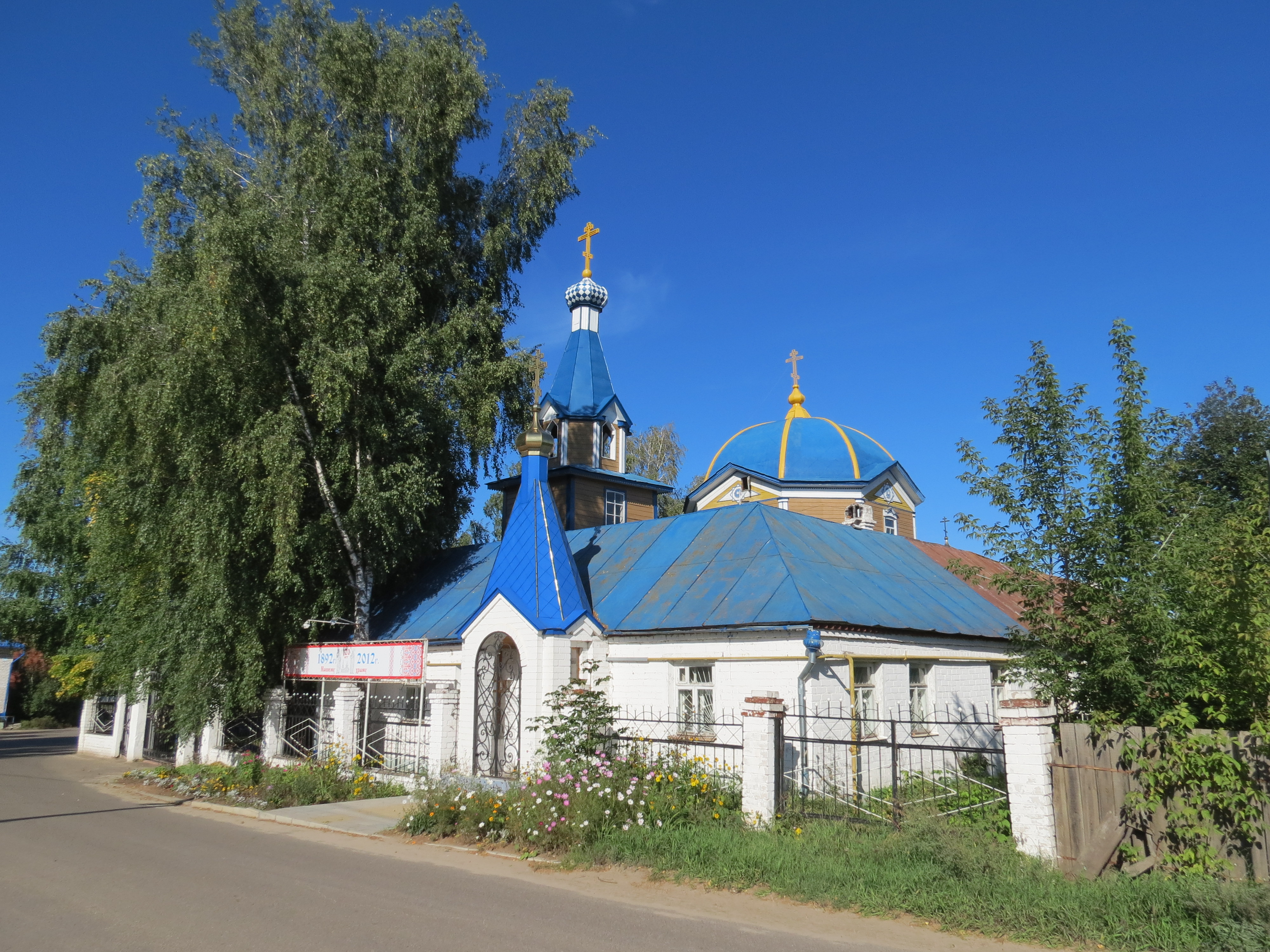
Петропавловская церковь, 1890-1892 гг., с. Гари. Предположительно самое старое здание города.
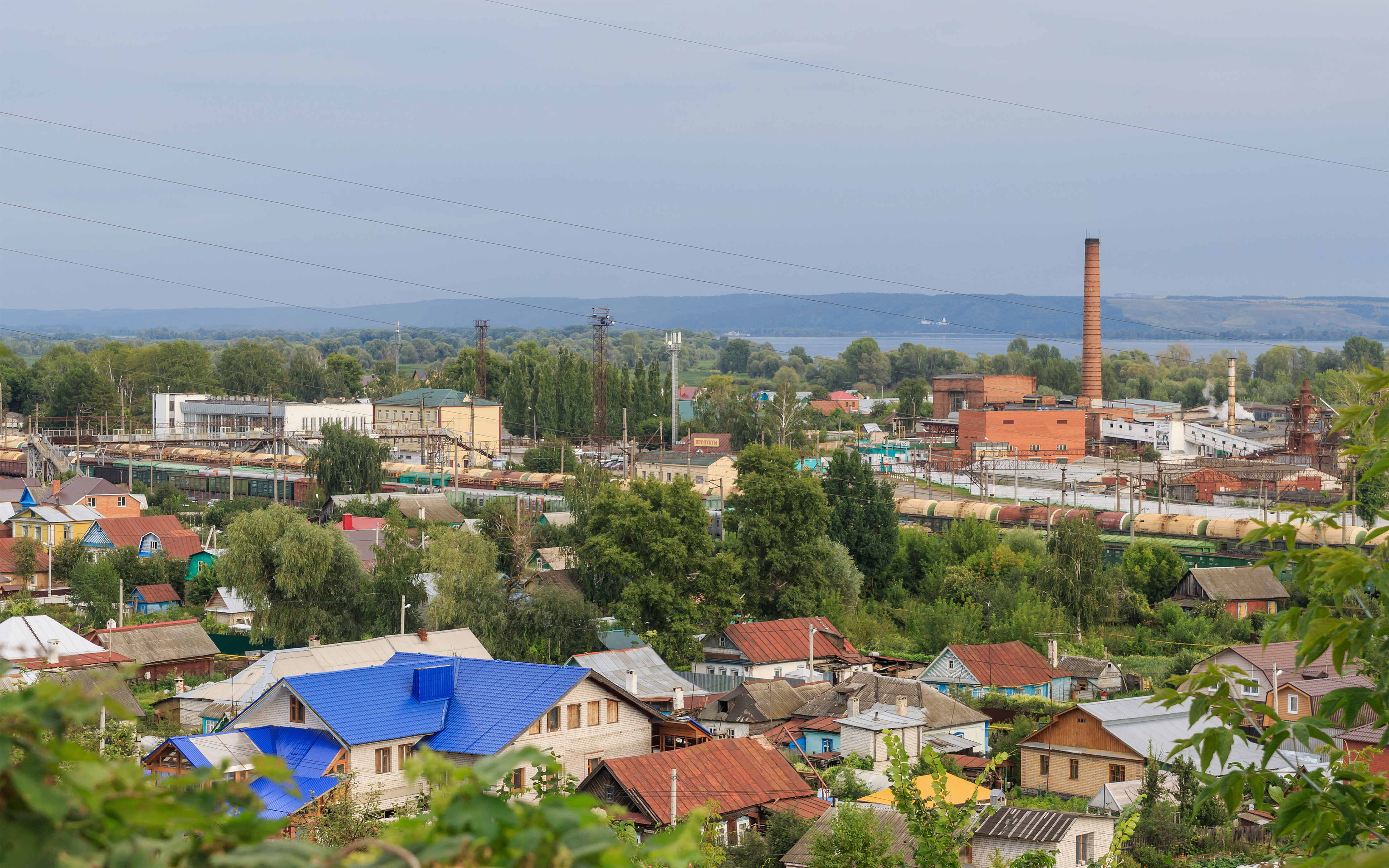
Вид Зеленодольска в районе станции Зелёный Дол
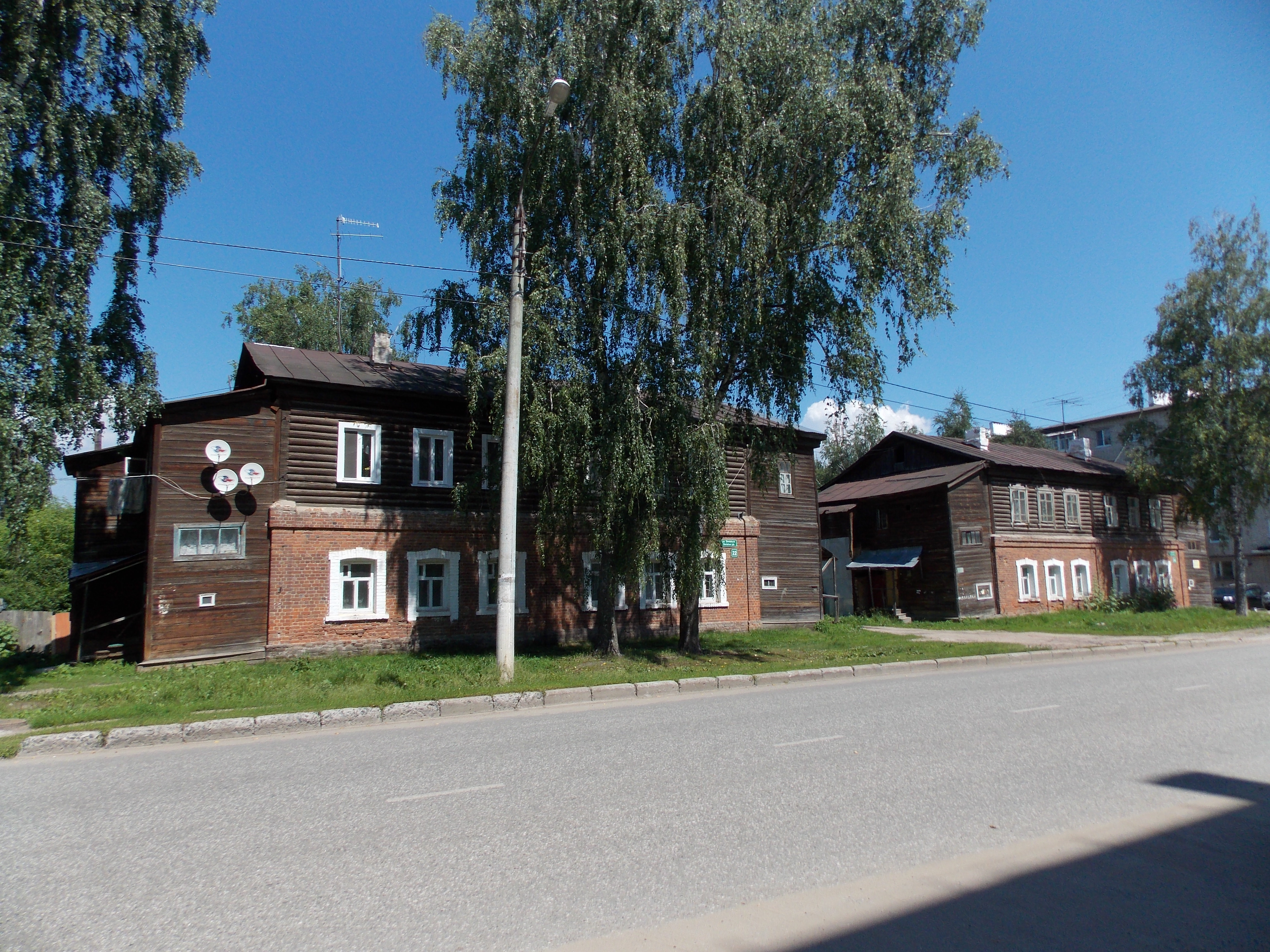
Район Полукамушки, одна из главных достопримечательностей города. Были построены кирпичные этажи в 1898 году, в 1931 к ним надстроили деревянные этажи, поэтому они получили такое название.
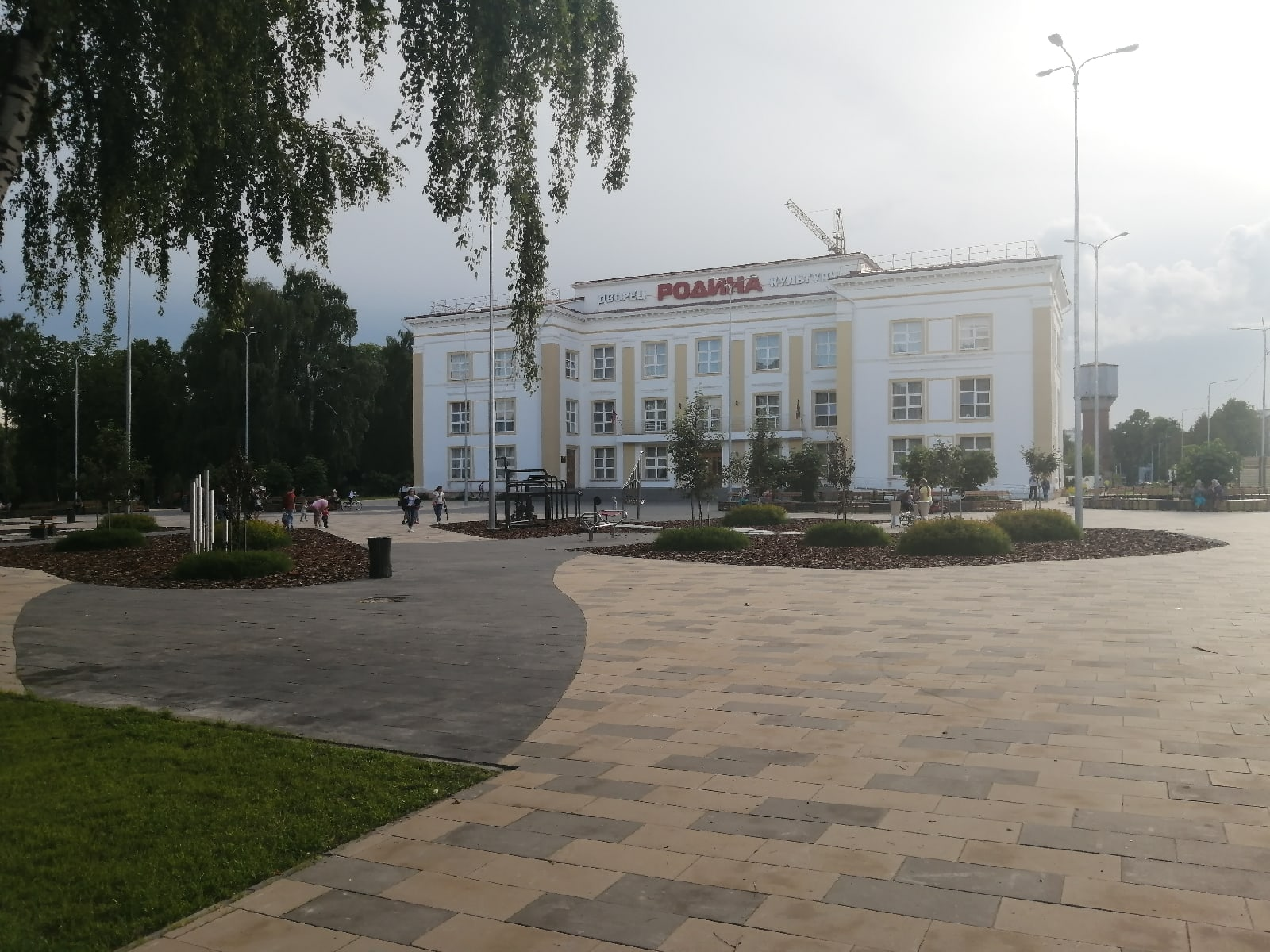
Дворец культуры «Родина»